# Cerro Rico
O Cerro Rico ou Sumaq Urqu é uma montanha localizada na cidade de Potosí, no departamento de Potosí, na Bolívia. Faz parte da cordilheira dos Andes. Foi famosa durante o período de dominação espanhola por possuir as veias de prata mais importantes do mundo. Tem uma altitude aproximada de 4800 metros acima do nível do mar. Atualmente, pode-se visitar a maior mina de seu interior, a mina Pailaviri, hoje propriedade do Estado. Está dividida em 17 níveis, aos quais pode-se ter acesso por meio de um elevador que chega até 240 metros de profundidade. 

## Etimologia
Cerro Rico é uma expressão castelhana e Sumaq Urqu é uma expressão quíchua: ambas significam "montanha bonita".

## Descrição
A temperatura no interior da mina pode variar de 45 graus centígrados, próximo ao exterior, até temperaturas mais baixas, nos níveis mais baixos da mina. Próximo ao nível de ingresso na mina, a 70 metros de altura, localiza-se o "El Tío", representação do demônio ou divindade horrenda possuidora das minas, a quem se fazem oferendas para se poder retirar o metal de seu interior. Pailaviri funciona continuamente desde 1545 e é a mina mais antiga da cidade.

## Representação naheráldica
O Cerro Rico se encontra desenhada no escudo da cidade de Arica, no Chile.